# Anarchia di Samarra

Albero genealogico della dinastia abbaside a metà e alla fine del IX secolo.

Il termine "Anarchia di Samarra" si riferisce al periodo 861–870 della storia del Califfato abbaside, che fu caratterizzato da un'estrema instabilità interna e dal violento accesso al potere di quattro Califfi, che furono veri e propri burattini nelle mani delle loro soldatesche turche.
Il termine si riferisce al periodo in cui Samarra era diventata capitale califfale. 

## Storia
L'anarchia cominciò nell'861, con la morte violenta del Califfo al-Mutawakkil per mano di suo figlio, sostenuto però dall'elemento militare turco di Palazzo. Il suo successore, al-Muntasir, regnò appena sei mesi prima di essere assassinato a sua volta, forse col veleno, dai capi militari turchi.

Gli succedette al-Musta'in, ma le insanabili divisioni all'interno della leadership turca costrinsero il Califfo a fuggire a Baghdad nell'865, grazie all'aiuto di altri capi turchi (Bughā il Giovane e Wasif al-Turki) e a quello dei Tahiridi, ma il resto dell'esercito califfale turco scelse al suo posto un nuovo Califfo, nella persona di al-Mu'tazz. Il successivo assedio di Baghdad forzò la città alla capitolazione nell'866. Al-Musta'in fu quindi esiliato e di lì a poco giustiziato.

Al-Mu'tazz era abile e capace e tentò di riprendere i poteri dei suoi antenati, ponendo sotto controllo l'elemento turco, escludendolo dalla rovinosa conduzione dell'amministrazione civile. I Turchi opposero una prevedibile resistenza che, nel luglio dell'869 portò alla deposizione del volenteroso "Comandante dei credenti" e alla sua uccisione.

Il suo successore, al-Muhtadi, provò a riaffermare l'autorità vilipesa e calpestata dei Califfi ma finì anch'egli con l'essere assassinato dai Turchi nel giugno dell'870.
Con l'omicidio di al-Muhtadi e l'ascesa al potere di al-Mu'tamid, la fazione turca di Musa ibn Bugha, si legò strettamente al fratello di al-Mu'tamid, nonché Reggente, al-Muwaffaq, che fu in condizione di svolgere una politica autorevole che mise fine all'anarchia, consentendogli di affrontare il durissimo e pericoloso impegno per piegare la rivolta degli Zanj.
Sebbene il Califfato abbaside fosse in grado di recuperare sufficiente autorità e autorevolezza, i danni prodotti dalla belluina "Anarchia di Samarra" lasciarono guasti istituzionali e morali che si riveleranno insanabili, incoraggiando e facilitando secessioni diverse e rivolte nelle varie province del Califfato.